# فان أورين (إلينوي)
فان أورين (بالإنجليزية: Van Orin, Illinois)‏ هي منطقة سكنية تقع في الولايات المتحدة في مقاطعة بيورو، إلينوي.  يقدر عدد سكانها   وترتفع عن سطح البحر 244.15 متر.